# صحافة مدفوعة الأجر
الصحافة مدفوعة الأجر هي أحد أشكال الصحافة سمته الأساسية أن يقوم الناشر بدفع المال لصاحب القصة أو الخبر مقابل نشر قصته.
تُستخدم عبارة «الصحافة المدفوعة الأجر» غالبًا بازدراء وذلك بحجة أن القصص والأخبار التي يتم الحصول عليها من خلال دفع الأموال لأصحابها ليست ذات أهمية مثل تلك التي تم الحصول عليها عن طريق التحقيقات العادية. أصبحت صحيفة نيوز اوف ذا ورلد سيئة السمعة بسبب اتباعها لتلك الممارسات، وكثيرًا ما ضُبطت وهي تحاول شراءأقوال الشهود الرئيسيين في المحاكمات الجنائية مثل قضية جرائم قتل مورز وقضية جارى جليتر عام 1999 التي وُجّهَ إليه الاتهام فيها بالاعتداء على أحد معجبيه القصر. في 2011 وقبل إغلاقها بفترة قصيرة كشفت الصحيفة عن أنها قدمت رشوة لبعض ضباط الشرطة للحصول على مواد إعلامية لعقد سلسلة من القصص الإخبارية بشأن جنيفر إليوت ابنة الممثل دنهولم إليوت.
وينظر إلى الصحافة المدفوعة الأجر في أستراليا على أنها أحد عروض الصناعة التلفزيونية التجارية التي تحتدم فيها المنافسة (خاصة بين برامج الأحداث الجارية). كما تستخدمها وسائل الإعلام المطبوعة على نطاق واسع في المملكة المتحدة، لأن التخطيط الجعرافي للمملكة يساعد على ذلك.
وجدد إنقاذ عمال المناجم الأسترالية عند انهيار منجم بيكونزفيلد الوعي العام للصحافة المدفوعة الأجر حيث إن الشبكات التلفزيونية والجهات المعنية بها قدموا عروضًا مالية للحصول على الحق الحصري لنشر هذه القصة كما رواها عمال المنجم تود راسل وبرانت ويب وكانا محاصرين تحت الأرض لمدة أسبوعين.
وفي أمريكا الشمالية يدفعون المال من أجل إجراء المقابلات حتى وإن لم تكن بالضرورة غير قانونية، ثم رُفضت بعد ذلك بشكل عام. ومع ذلك، فإن كبرى المؤسسات الإعلامية في الولايات المتحدة تحاول في بعض الأحيان الالتفاف على هذه المعايير عن طريق دفع رسوم التراخيص لحقوق الملكية للصور واللقطات (مثل تسجيلات الفيديو المنزلية) المتعلقة بموضوع النشر أو بدفع بعض التكاليف مثل رحلات الطيران المرتبطة بإجراء مقابلة «حصرية».

## أمثلة مشهورة
بعض الأمثلة البارزة من الحالات التي تنطوي على صحافة مدفوعة الأجر:
- 1977: ديفد فروست دفع إلى ريتشارد نيكسون 600.000 دولار أمريكي من أجل مقابلة نيكسن

وفي عام *1985: دفعت ناين نت ورك إلى ليندى تشامبرلين 250.000 دولار أسترالي للحصول على الحق الحصري لنشر قصتها
- 1991: حصل جيمس سكوت على 250.00 دولار أسترالي مقابل قصته التي تتعلق بالضياع 43 يومًا في جبال الهيمالايا

وفي عام *1995 حصل: بوب هوك وبلانش دى البوجيت على 200000 دولار أسترالي
وفي عام *1997: دفعت شبكة سفن نت ورك لصاحب اليخت البريطاني الذي تم إنقاذه منفردًا توني بوليمور 100000 دولار أسترالي مقابل قصته عن محاصرته وحبسه في سفينته الغارقة في المحيط الجنوبي.
وفي عام *1997: دفعت شبكة سفن نت ورك إلى ستيوارت ديفر 250000 دولار أسترالي مقابل قصته انهيار ثربدو الأرضي في عام 1997
وفي عام *2005: دفعت شبكة تين نت ورك إلى دوجلاس وود 400000 دولار أسترالي (ووعدت «ببعض التحكم في برنامج العمل النهائي») مقابل قصته عن خطفه وكونه رهينة في العراق
- وموقع Gizmodo.com هو أحد المواقع الإخبارية المتحمسة لتكنولوجيا الإنترنت دفعت لمصدر مجهول 5000 دولار أمريكي مقابل نموذج أولي مسروق للجيل القادم من آى فون.[7]